# Niniwe
Niniwe vocal art ist ein weibliches A-Cappella-Quartett aus Berlin. Es wurde 2002 gegründet.
Ihre Eigenkompositionen sowie Bearbeitungen bekannter Stücke aus Jazz, Klassik, Pop und Folk brachten dem Vokalensemble zahlreiche nationale und internationale Preise ein. Ihr Album Niniwe – live in concert wurde zweimal für den CASA-Award 2007 nominiert. Konzerte und Tourneen führten Niniwe unter anderem nach Taiwan, Spanien, Italien, Frankreich, Belgien, Ungarn, Dänemark, Finnland, Österreich und in die Schweiz.

## Diskografie
- The Box (2005), eve's apple music production
- Niniwe – Live in concert (2006), eve's apple music production
- Es wird scho glei dumpa (2007), eve's apple music production
- The Beautiful Long Ago (2010), eve's apple music production
- Stille Nacht (2011), eve's apple music production
- Time Stands Still (2015) Helbling Verlag

## Auszeichnungen
- Nachwuchsensemble 2004 im Rahmen des 5. Festivals für Vokalmusik in Leipzig
- 1. Preis bei der International A-Cappella-Competition Vokal Total in Graz 2004
- 3. Preis beim Jugend kulturell Förderpreis A Cappella der HypoVereinsbank 2004
- Special Price beim Internationalen Wettbewerb für Vokalensembles in Tampere 2005
- 1. Preis bei der International A Cappella Competition Taipeh Taiwan 2005
- 2. Preis beim A Cappella Wettbewerb auf der AAVF Aarhus, Dänemark 2006
- CASA-Nominierung für „Live in Concert“ 2007
- 1. Preis Creole Mitteldeutschland 2007
- 2. Preis beim Bundescontest A Cappella 2008